# Regna
Regna är kyrkbyn i Regna socken i Finspångs kommun i Östergötlands län. Byn ligger vid sydvästra stranden av sjön Regnaren, utmed vägen mellan Finspång och Vingåker. I orten ligger Regna kyrka.

## Kommunikationer
Regna trafikeras inte längre av Östgötatrafikens busslinje 417. Bussen går numera endast mellan Finspång och Igelfors.